# 柘湖
柘湖，古海盐县内湖，现已消失。柘湖形成于秦朝末至公元2年的西汉时期，北宋中期柘湖出现明显淤塞与沙洲，南宋绍熙年间海水倒灌淤塞加速，成为一沼泽地带，原湖区绝大部分都变成遍生芦苇的湿地形态，几乎没有明显的宽阔水体。元代则完全淤积并最终演变为今金山南部土地。原柘湖湖中岛，柘山，即为今甸山。古海盐县治原在今金山区的境域内，后于西汉后期陷入柘湖。

## 形成
柘湖形成原因为洪水，来源应当是北部太湖淡水，太湖碟形洼地的沿海边缘地形略高于内陆，以致向海泄洪不畅，洪水大量蓄积，从而形成淡水湖泊。

## 位置
由于年代久远，柘湖的具体范围现已不可考，但大致确定存在于今金山南部。顾祖禹《读史方舆纪要》称：“今查山西南，张堰东南，黄茅白苇土场，即故柘湖矣。”，但其言论矛盾，查山西南与张堰东南不可能为同一地带。

有观点指出：古柘湖东岸应严格控制在冈身以内，西岸应在金山卫城的东北六里，北面大致到张堰和亭林两镇附近。湖的东北边可能到达南阳港附近。至于湖的南部到达何地，史书及有关资料目前犹感缺佚。
另有一说称：柘湖主体的位置大致是北岸过今金山卫城，南至大金山岛，西不过卫城区域，东不过冈身。

## 面积
据古今有关长江下游南部一带湖泊面积的资料记载：古代柘湖的面积远比今日上海市内最大的湖泊淀山湖大。柘湖古代湖周5119顷，相当现在面积239平方公里，今淀山湖为53平方公里，因此，它比后者大3.5倍。上海全市面积5908平方公里，金山区境面积586.05平方公里，则古柘湖分别占前者的4％，后者的40％左右。

## 进出水道
柘湖有入湖水道18条，出湖水道2条，上游有亭林湖(位于今亭林镇北，已消失）。

出湖水道为金山浦与小官浦，前者大致位于金山卫城东十里，约是今龙泉港一线，并向南延伸正对金山三岛。后者今已不存，明代被金山卫城墙截断，城内称港，城外仍称浦。其大致为南北向，在今学府路东侧，至施二路转东，又在施三路转南，一直向南入海。

入湖18条水道在文献中没有留下具体名称，但新泾塘（今亭林东南）通过政和年间(1111-1118)，放亭林湖水造田而引发咸潮倒灌的事件，可以确认是柘湖入湖水道之一。

乾道七年(1171年)，秀州知州丘崈由于海潮倒灌过于严重放弃新泾塘的围堰功能，在距其二十里的亭林镇北另筑运港，并同时建造了留下记载的堰外港十六条。根据地理与时间关系并不相差过大，可以断定其中大部分应当是有继承关系。十六座堤堰对应的水道分别是鹱墩泾、黄姑泾、张恋泾、老儿泾、何家泾、善泾、张泾、徐家泾、邵家泾、新开泾、招贤泾、管家泾、戚家泾、丫叉泾、吴塔泾和蒋家泾。其中黄姑泾、张泾和招贤泾今还见存。

## 环境作用
太湖周边地形为碟形洼地，其本身海拔不高，遇到海潮并不能阻止海水倒灌。因此淡水容量巨大又临近海岸的柘湖便发挥着稀释倒灌咸潮的作用，帮助阻挡咸潮对上游黄浦江南岸地区的侵袭，减轻土地盐碱化危害。

## 水利
柘湖最主要的水利作用是稀释南来咸水，宣泄北来洪水，水利主要围绕这两个方面展开。调节南北水量的要素是库容量巨大，为保证库容，五代吴越国于天祐元年(904年)就对柘湖进行过疏浚。此后还屡有疏浚工程，如绍圣年问，毛渐疏浚柘湖等水。

宋代，东南沿海人口增长，垦田渐多，由于泄洪需要疏通水道，而疏通的水道会导致海水倒灌土地盐碱化，故护田和泄洪矛盾逐渐激化，柘湖周边居民多在水道上私筑坝堰。政府不得不设置了可以开关的水坝缓解矛盾，《宋史》卷一七三《食货志》便称：“旁海农家作坝以却咸潮，虽利及一方，而水患实害领郡；设疏导之，则又害及旁海之田。若于诸港浦置厢启闭，不惟可以波水，而旱亦获利。”

除丘崈所建16堰外，张叔献也于淳熙十三年(1186年)上《请筑新泾塘招贤港堰腼状》，要求在新泾塘、招贤港和徐浦塘三处河口置腼筑塘。

柘湖未淤之前是重要的水利枢纽，淤积之后原湖面收缩为诸多水道，其中以新泾塘为最重要，兼有盐运功能。但至隆兴二年(1164年)置张泾闸之后，原湖区的主要水道由东侧新泾塘开始向西侧张泾转移。到乾道七年(1171年)，丘崈弃新泾塘，移筑运港堰，张泾一带逐渐成为了金山南部最重要的水道。